# Eugeniusz Mironowicz
Eugeniusz Mironowicz (biał. Яўген Васілевіч Мірановіч; ur. 2 września 1955 w Aleksiczach) – białoruski i polski historyk, działacz białoruskiej mniejszości narodowej w Polsce, doktor habilitowany, profesor nadzwyczajny Uniwersytetu w Białymstoku.

## Życiorys
W 1980 ukończył historię na Wydziale Nauk Humanistycznych filii Uniwersytetu Warszawskiego w Białymstoku. W 1990 uzyskał stopień doktora na Wydziale Dziennikarstwa i Nauk Politycznych UW na podstawie rozprawy pt. Białoruska mniejszość narodowa w Polsce Ludowej 1944–1949, a w 2000 habilitację na Wydziale Historycznym UW na podstawie pracy pt. Polityka narodowościowa PRL. W 2009 otrzymał tytuł profesora.
Pracował jako nauczyciel historii w szkołach średnich. W latach 1992–1997 redaktor naczelny, a następnie do 2002 przewodniczący rady programowej tygodnika „Niwa”. Od 1995 jest redaktorem Białoruskich Zeszytów Historycznych wydawanych przez Białoruskie Towarzystwo Historyczne. Był uczestnikiem programu badawczego Państwo i społeczeństwo polskie a mniejszości narodowe w okresie przełomów politycznych 1944–1989 prowadzonego w latach 1992–1997 przez Instytut Studiów Politycznych Polskiej Akademii Nauk. W 2002 został kierownikiem projektu badawczego poświęconego zmianom struktury narodowościowej na pograniczu polsko-białoruskim w XX w.
Od 1997 pracuje na Uniwersytecie w Białymstoku. W przeszłości kierował Katedrą Kultury Białoruskiej na Wydziale Filologicznym tej uczelni. Obecnie pracuje na stanowisku profesora w Instytucie Historii na Wydziale Historyczno-Socjologicznym UwB.
W latach 1988–1990 zasiadał w Wojewódzkiej Radzie Narodowej w Białymstoku z ramienia ChSS i UChS. W wyborach w 1989 startował w wyborach do Sejmu z listy Białoruskiego Komitetu Wyborczego.

## Publikacje
- Białorusini w Polsce 1944–1949, Warszawa 1993
- Mniejszości narodowe w Polsce, Warszawa 1998
- Historia państw świata w XX wieku. Białoruś, Warszawa 1999
- Polityka narodowościowa PRL, Białystok 2000
- Kościół prawosławny w państwie Piastów i Jagiellonów, Uniwersytet w Białymstoku, Białystok 2003
- Białorusini w województwie białostockim według spisu 1946 r., „Zeszyty Naukowe Instytutu Nauk Politycznych Uniwersytetu Warszawskiego”, 1991, nr 16
- Stosunki polsko-białoruskie w XX wieku. W: Polska-Białoruś. Problemy sąsiedztwa. Lublin: Wydawnictwo Uniwersytetu Marii Curie-Skłodowskiej, 2005, s. 23–31. ISBN 83-227-2388-1.
- Białorusini i Ukraińcy w polityce obozu piłsudczykowskiego,  Białystok 2007, Wydawnictwo Uniwersyteckie Trans Humana, ISBN 978-83-89190-87-1
- Misja metodiańska na ziemiach polskich do końca XI wieku. Wydano w związku z 1150 rocznicą misji 863–2013, Wydawca: Parafia prawosławna św. Jerzego w Białymstoku, Białystok 2014, ISBN 978-83-937429-0-5
- Historia Białorusi XX-XXI wieku, Białystok 2021[3]